# Maianthemum fuscum
Maianthemum fuscum är en sparrisväxtart som först beskrevs av Nathaniel Wallich, och fick sitt nu gällande namn av Lafrankie. Maianthemum fuscum ingår i släktet ekorrbärssläktet, och familjen sparrisväxter. Inga underarter finns listade i Catalogue of Life.